# Liste des titres musicaux numéro un en France en 2020
Cette page liste les titres musicaux (singles et albums) numéros un en France pour l'année 2020 selon le Syndicat national de l'édition phonographique (SNEP).
- Les numéros un singles mégafusion sont issus de la fusion des écoutes en streaming et des ventes en téléchargement, comptés en « unités » et où 150 streams équivalent à une vente.
- Les numéros un albums mégafusion sont issus de la fusion des écoutes en streaming, des ventes physiques et des téléchargements, comptés en « unités » et où 1000 streams moins 50 % des volumes du titre de l’album le plus streamé, équivalent à une vente.

Les ventes sont comptabilisées chaque semaine du vendredi au jeudi et la date notée dans cette liste est celle du vendredi suivant le dernier jour de ventes, comme cela apparaît sur le site du SNEP.

## Classement des singles
| №  | Date         | Mégafusion (Téléchargements + Streaming)                       | Mégafusion (Téléchargements + Streaming) | Mégafusion (Téléchargements + Streaming) | Ventes                                         | Ventes                                        | Ventes  |
| №  | Date         | Artiste                                                        | Titre                                    | Réf                                      | Artiste                                        | Titre                                         | Réf     |
| -- | ------------ | -------------------------------------------------------------- | ---------------------------------------- | ---------------------------------------- | ---------------------------------------------- | --------------------------------------------- | ------- |
| 1  | 3 janvier    | Gradur featuring Heuss l'Enfoiré                               | Ne reviens pas                           | [ 1 ]                                    | The Weeknd                                     | Blinding Lights                               | [ 2 ]   |
| 2  | 10 janvier   | Gradur featuring Heuss l'Enfoiré                               | Ne reviens pas                           | [ 3 ]                                    | The Weeknd                                     | Blinding Lights                               | [ 4 ]   |
| 3  | 17 janvier   | Gradur featuring Heuss l'Enfoiré                               | Ne reviens pas                           | [ 5 ]                                    | The Weeknd                                     | Blinding Lights                               | [ 6 ]   |
| 4  | 24 janvier   | Gambi featuring Heuss l'Enfoiré                                | Dans l'espace                            | [ 7 ]                                    | The Weeknd                                     | Blinding Lights                               | [ 8 ]   |
| 5  | 31 janvier   | Gambi featuring Heuss l'Enfoiré                                | Dans l'espace                            | [ 9 ]                                    | The Weeknd                                     | Blinding Lights                               | [ 10 ]  |
| 6  | 7 février    | Gambi featuring Heuss l'Enfoiré                                | Dans l'espace                            | [ 11 ]                                   | The Weeknd                                     | Blinding Lights                               | [ 12 ]  |
| 7  | 14 février   | Gradur featuring Heuss l'Enfoiré                               | Ne reviens pas                           | [ 13 ]                                   | The Weeknd                                     | Blinding Lights                               | [ 14 ]  |
| 8  | 21 février   | The Weeknd                                                     | Blinding Lights                          | [ 15 ]                                   | The Weeknd                                     | Blinding Lights                               | [ 16 ]  |
| 9  | 28 février   | Naps featuring Ninho                                           | 6.3                                      | [ 17 ]                                   | BTS featuring Sia                              | On                                            | [ 18 ]  |
| 10 | 6 mars       | Naps featuring Ninho                                           | 6.3                                      | [ 19 ]                                   | Lady Gaga                                      | Stupid Love                                   | [ 20 ]  |
| 11 | 13 mars      | Ninho                                                          | Lettre à une femme                       | [ 21 ]                                   | The Weeknd                                     | Blinding Lights                               | [ 22 ]  |
| 12 | 20 mars      | Ninho                                                          | Lettre à une femme                       | [ 23 ]                                   | The Weeknd                                     | Blinding Lights                               | [ 24 ]  |
| 13 | 27 mars      | Ninho                                                          | Lettre à une femme                       | [ 25 ]                                   | Calogero                                       | On fait comme si                              | [ 26 ]  |
| 14 | 3 avril      | Ninho                                                          | Lettre à une femme                       | [ 27 ]                                   | Calogero                                       | On fait comme si                              | [ 28 ]  |
| 15 | 10 avril     | Ninho                                                          | Lettre à une femme                       | [ 29 ]                                   | Florent Pagny & Pascal Obispo & Marc Lavoine   | Pour les gens du secours                      | [ 30 ]  |
| 16 | 17 avril     | Ninho                                                          | Lettre à une femme                       | [ 31 ]                                   | Et demain ? Le Collectif                       | Et demain ?                                   | [ 32 ]  |
| 17 | 24 avril     | The Weeknd                                                     | Blinding Lights                          | [ 33 ]                                   | Christophe                                     | Les mots bleus                                | [ 34 ]  |
| 18 | 1er mai      | The Weeknd                                                     | Blinding Lights                          | [ 35 ]                                   | The Rolling Stones                             | Living in a Ghost Town                        | [ 36 ]  |
| 19 | 8 mai        | The Weeknd                                                     | Blinding Lights                          | [ 37 ]                                   | Idir                                           | A Vava Inouva                                 | [ 38 ]  |
| 20 | 15 mai       | Booba featuring Zed                                            | Jauné                                    | [ 39 ]                                   | Ariana Grande & Justin Bieber                  | Stuck with U                                  | [ 40 ]  |
| 21 | 22 mai       | Booba featuring Zed                                            | Jauné                                    | [ 41 ]                                   | The Weeknd                                     | Blinding Lights                               | [ 42 ]  |
| 22 | 29 mai       | Hatik                                                          | Angela                                   | [ 43 ]                                   | Indochine                                      | Nos célébrations                              | [ 44 ]  |
| 23 | 5 juin       | Hatik                                                          | Angela                                   | [ 45 ]                                   | Indochine                                      | Nos célébrations                              | [ 46 ]  |
| 24 | 12 juin      | Bosh                                                           | Djomb                                    | [ 47 ]                                   | Indochine                                      | Nos célébrations                              | [ 48 ]  |
| 25 | 19 juin      | Bosh                                                           | Djomb                                    | [ 49 ]                                   | Kendji Girac                                   | Habibi                                        | [ 50 ]  |
| 26 | 26 juin      | Bosh                                                           | Djomb                                    | [ 51 ]                                   | Grand Corps Malade & Camille Lellouche         | Mais je t'aime                                | [ 52 ]  |
| 27 | 3 juillet    | Bosh                                                           | Djomb                                    | [ 53 ]                                   | Grand Corps Malade & Camille Lellouche         | Mais je t'aime                                | [ 54 ]  |
| 28 | 10 juillet   | Bosh                                                           | Djomb                                    | [ 55 ]                                   | Grand Corps Malade & Camille Lellouche         | Mais je t'aime                                | [ 56 ]  |
| 29 | 17 juillet   | Dadju & Ninho                                                  | Grand bain                               | [ 57 ]                                   | Master KG featuring Burna Boy & Nomcebo Zikode | Jerusalema (remix)                            | [ 58 ]  |
| 30 | 24 juillet   | Aya Nakamura                                                   | Jolie Nana                               | [ 59 ]                                   | Master KG featuring Burna Boy & Nomcebo Zikode | Jerusalema (remix)                            | [ 60 ]  |
| 31 | 31 juillet   | Aya Nakamura                                                   | Jolie Nana                               | [ 61 ]                                   | Master KG featuring Burna Boy & Nomcebo Zikode | Jerusalema (remix)                            | [ 62 ]  |
| 32 | 7 août       | Aya Nakamura                                                   | Jolie Nana                               | [ 63 ]                                   | Master KG featuring Burna Boy & Nomcebo Zikode | Jerusalema (remix)                            | [ 64 ]  |
| 33 | 14 août      | Aya Nakamura                                                   | Jolie Nana                               | [ 65 ]                                   | Master KG featuring Burna Boy & Nomcebo Zikode | Jerusalema (remix)                            | [ 66 ]  |
| 34 | 21 août      | SCH & Kofs & Jul & Naps & Soso Maness & Elams & Solda & Houari | Bande organisée                          | [ 67 ]                                   | Master KG featuring Burna Boy & Nomcebo Zikode | Jerusalema (remix)                            | [ 68 ]  |
| 35 | 28 août      | SCH & Kofs & Jul & Naps & Soso Maness & Elams & Solda & Houari | Bande organisée                          | [ 69 ]                                   | BTS                                            | Dynamite                                      | [ 70 ]  |
| 36 | 4 septembre  | SCH & Kofs & Jul & Naps & Soso Maness & Elams & Solda & Houari | Bande organisée                          | [ 71 ]                                   | Master KG featuring Burna Boy & Nomcebo Zikode | Jerusalema (remix)                            | [ 72 ]  |
| 37 | 11 septembre | SCH & Kofs & Jul & Naps & Soso Maness & Elams & Solda & Houari | Bande organisée                          | [ 73 ]                                   | Master KG featuring Burna Boy & Nomcebo Zikode | Jerusalema (remix)                            | [ 74 ]  |
| 38 | 18 septembre | SCH & Kofs & Jul & Naps & Soso Maness & Elams & Solda & Houari | Bande organisée                          | [ 75 ]                                   | Master KG featuring Burna Boy & Nomcebo Zikode | Jerusalema (remix)                            | [ 76 ]  |
| 39 | 25 septembre | SCH & Kofs & Jul & Naps & Soso Maness & Elams & Solda & Houari | Bande organisée                          | [ 77 ]                                   | Master KG featuring Burna Boy & Nomcebo Zikode | Jerusalema (remix)                            | [ 78 ]  |
| 40 | 2 octobre    | SCH & Kofs & Jul & Naps & Soso Maness & Elams & Solda & Houari | Bande organisée                          | [ 79 ]                                   | Master KG featuring Burna Boy & Nomcebo Zikode | Jerusalema (remix)                            | [ 80 ]  |
| 41 | 9 octobre    | SCH & Kofs & Jul & Naps & Soso Maness & Elams & Solda & Houari | Bande organisée                          | [ 81 ]                                   | Master KG featuring Burna Boy & Nomcebo Zikode | Jerusalema (remix)                            | [ 82 ]  |
| 42 | 16 octobre   | SCH & Kofs & Jul & Naps & Soso Maness & Elams & Solda & Houari | Bande organisée                          | [ 83 ]                                   | Johnny Hallyday                                | Deux sortes d'hommes / Nashville Blues (Live) | [ 84 ]  |
| 43 | 23 octobre   | SCH & Kofs & Jul & Naps & Soso Maness & Elams & Solda & Houari | Bande organisée                          | [ 85 ]                                   | Master KG featuring Burna Boy & Nomcebo Zikode | Jerusalema (remix)                            | [ 86 ]  |
| 44 | 30 octobre   | SCH & Kofs & Jul & Naps & Soso Maness & Elams & Solda & Houari | Bande organisée                          | [ 87 ]                                   | Master KG featuring Burna Boy & Nomcebo Zikode | Jerusalema (remix)                            | [ 88 ]  |
| 45 | 6 novembre   | SCH & Kofs & Jul & Naps & Soso Maness & Elams & Solda & Houari | Bande organisée                          | [ 89 ]                                   | Master KG featuring Burna Boy & Nomcebo Zikode | Jerusalema (remix)                            | [ 90 ]  |
| 46 | 13 novembre  | Booba                                                          | 5G                                       | [ 91 ]                                   | Master KG featuring Burna Boy & Nomcebo Zikode | Jerusalema (remix)                            | [ 92 ]  |
| 47 | 20 novembre  | Aya Nakamura featuring Stormzy                                 | Plus jamais                              | [ 93 ]                                   | Master KG featuring Burna Boy & Nomcebo Zikode | Jerusalema (remix)                            | [ 94 ]  |
| 48 | 27 novembre  | Zola featuring SCH                                             | 9 1 1 3                                  | [ 95 ]                                   | BTS                                            | Life Goes On                                  | [ 96 ]  |
| 49 | 4 décembre   | Dinos featuring Nekfeu                                         | Moins un                                 | [ 97 ]                                   | Master KG featuring Burna Boy & Nomcebo Zikode | Jerusalema (remix)                            | [ 98 ]  |
| 50 | 11 décembre  | Dua Lipa feat. Angèle                                          | Fever                                    | [ 99 ]                                   | Mylène Farmer                                  | L'Âme dans l'eau                              | [ 100 ] |
| 51 | 18 décembre  | Jul & SCH                                                      | Mother fuck                              | [ 101 ]                                  | Johnny Hallyday                                | Le Cœur en deux (Live)                        | [ 102 ] |
| 52 | 25 décembre  | Jul & SCH                                                      | Mother fuck                              | [ 103 ]                                  | Dua Lipa feat. Angèle                          | Fever                                         | [ 104 ] |
| 53 | 31 décembre  | Jul & SCH                                                      | Mother fuck                              | [ 105 ]                                  | Master KG featuring Burna Boy & Nomcebo Zikode | Jerusalema (remix)                            | [ 106 ] |

## Classement des albums
Le classement mégafusion intègre les écoutes en streaming des titres des albums, les ventes physiques (CDs, Vinyles) et les ventes par téléchargement. Les écoutes en streaming sont converties en « équivalent ventes » qui sont ensuite ajoutées aux ventes physiques et aux téléchargements.
Les albums streamés sont convertis en "unités" sur la base suivante :
- Somme de tous les streams des titres de l’album (Abonnements et freemium confondus)
- Retrait de 50 % des volumes du titre de l’album le plus streamé
- Division du résultat par 1 000 et obtention du nombre d’équivalent-albums
- Ajout du nombre d’équivalent-albums obtenu aux ventes physiques et aux téléchargements

| №  | Date         | Mégafusion (Ventes + Streaming) | Mégafusion (Ventes + Streaming)                 | Mégafusion (Ventes + Streaming) | Ventes               | Ventes                                          | Ventes  |
| №  | Date         | Artiste                         | Titre                                           | Unités                          | Artiste              | Titre                                           | Ventes  |
| -- | ------------ | ------------------------------- | ----------------------------------------------- | ------------------------------- | -------------------- | ----------------------------------------------- | ------- |
| 1  | 3 janvier    | Vitaa & Slimane                 | VersuS                                          | 14 980                          | Vitaa & Slimane      | VersuS                                          | 12 958  |
| 2  | 10 janvier   | Vitaa & Slimane                 | VersuS                                          | 13 135                          | Vitaa & Slimane      | VersuS                                          | 10 600  |
| 3  | 17 janvier   | Vitaa & Slimane                 | VersuS                                          | 15 226                          | Vitaa & Slimane      | VersuS                                          | 12 700  |
| 4  | 24 janvier   | Maes                            | Les Derniers Salopards                          | 38 536                          | Vitaa & Slimane      | VersuS                                          | 12 200  |
| 5  | 31 janvier   | Maes                            | Les Derniers Salopards                          | 23 459                          | Vitaa & Slimane      | VersuS                                          | 11 800  |
| 6  | 7 février    | Mister V                        | MVP                                             | 21 200                          | Vitaa & Slimane      | VersuS                                          | 12 000  |
| 7  | 14 février   | Vitaa & Slimane                 | VersuS                                          | 20 610                          | Vitaa & Slimane      | VersuS                                          | 18 300  |
| 8  | 21 février   | Vitaa & Slimane                 | VersuS                                          | 19 831                          | Vitaa & Slimane      | VersuS                                          | 17 500  |
| 9  | 28 février   | BTS                             | Map Of The Soul: 7                              | 23 502                          | BTS                  | Map Of The Soul: 7                              | 21 376  |
| 10 | 6 mars       | Vitaa & Slimane                 | VersuS                                          | 14 659                          | Vitaa & Slimane      | VersuS                                          | 12 600  |
| 11 | 13 mars      | Les Enfoirés                    | Le Pari(s) des Enfoirés                         | 125 202                         | Les Enfoirés         | Le Pari(s) des Enfoirés                         | 125 100 |
| 12 | 20 mars      | Ninho                           | M.I.L.S 3                                       | 28 384                          | Les Enfoirés         | Le Pari(s) des Enfoirés                         | 25 800  |
| 13 | 27 mars      | Ninho                           | M.I.L.S 3                                       | 14 065                          | Les Enfoirés         | Le Pari(s) des Enfoirés                         | 6 500   |
| 14 | 3 avril      | Ninho                           | M.I.L.S 3                                       | 10 257                          | Les Enfoirés         | Le Pari(s) des Enfoirés                         | ?       |
| 15 | 10 avril     | Da Uzi                          | Architecte                                      | 9 749                           | Les Enfoirés         | Le Pari(s) des Enfoirés                         | 4 200   |
| 16 | 17 avril     | Ninho                           | M.I.L.S 3                                       | 7 399                           | Les Enfoirés         | Le Pari(s) des Enfoirés                         | 2 800   |
| 17 | 24 avril     | Ninho                           | M.I.L.S 3                                       | 6 333                           | Les Enfoirés         | Le Pari(s) des Enfoirés                         | 2 200   |
| 18 | 1er mai      | Ninho                           | M.I.L.S 3                                       | 5 415,                          | Les Enfoirés         | Le Pari(s) des Enfoirés                         | 1 860   |
| 19 | 8 mai        | Ninho                           | M.I.L.S 3                                       | 5 418,                          | Vitaa & Slimane      | VersuS                                          | 1 800   |
| 20 | 15 mai       | Ninho                           | M.I.L.S 3                                       | 6 197,                          | Vitaa & Slimane      | VersuS                                          | 3 100   |
| 21 | 22 mai       | Ninho                           | M.I.L.S 3                                       | 6 573,                          | Vitaa & Slimane      | VersuS                                          | 3 300   |
| 22 | 29 mai       | Ninho                           | M.I.L.S 3                                       | 6 329,                          | Lujipeka             | L.U.J.I.                                        | 4 400   |
| 23 | 5 juin       | Lady Gaga                       | Chromatica                                      | 21 476                          | Lady Gaga            | Chromatica                                      | 17 300  |
| 24 | 12 juin      | Hatik                           | Chaise pliante                                  | 8 628,                          | Vitaa & Slimane      | VersuS                                          | 4 800   |
| 25 | 19 juin      | Johnny Hallyday                 | Happy Birthday Live - Parc de Sceaux 15.06.2000 | 7 206,                          | Johnny Hallyday      | Happy Birthday Live - Parc de Sceaux 15.06.2000 | 7 200   |
| 26 | 26 juin      | Jul                             | La Machine                                      | 42 246                          | Jul                  | La Machine                                      | 15 576  |
| 27 | 3 juillet    | Benjamin Biolay                 | Grand Prix                                      | 18 885                          | Benjamin Biolay      | Grand Prix                                      | 17 300  |
| 28 | 10 juillet   | Jul                             | La Machine                                      | 13 324,                         | Benjamin Biolay      | Grand Prix                                      | 6 400   |
| 29 | 17 juillet   | Gambi                           | La vie est belle                                | 10 723,                         | Thomas Dutronc       | Frenchy                                         | 4 100   |
| 30 | 24 juillet   | Jul                             | La Machine                                      | 7 113,                          | Thomas Dutronc       | Frenchy                                         | 3 500   |
| 31 | 31 juillet   | Jul                             | La Machine                                      | 7 880,                          | Thomas Dutronc       | Frenchy                                         | 3 100   |
| 32 | 7 août       | Jul                             | La Machine                                      | 6 899,                          | Thomas Dutronc       | Frenchy                                         | 2 600   |
| 33 | 14 août      | Jul                             | La Machine                                      | 6 069,                          | Vitaa & Slimane      | VersuS                                          | 3 700   |
| 34 | 21 août      | Vitaa & Slimane                 | VersuS                                          | 5 377                           | Vitaa & Slimane      | VersuS                                          | 4 100   |
| 35 | 28 août      | Eva                             | Feed                                            | 9 817,                          | Eva                  | Feed                                            | 6 000   |
| 36 | 4 septembre  | Indochine                       | Singles Collection (2001-2021)                  | 44 735                          | Indochine            | Singles Collection (2001-2021)                  | 44 100  |
| 37 | 11 septembre | Julien Doré                     | Aimée                                           | 28 971                          | Julien Doré          | Aimée                                           | 26 400  |
| 38 | 18 septembre | Grand Corps Malade              | Mesdames                                        | 26 821                          | Grand Corps Malade   | Mesdames                                        | 23 700  |
| 39 | 25 septembre | Damso                           | QALF                                            | 35 757                          | Jean-Baptiste Guégan | Rester le même                                  | 21 300  |
| 40 | 2 octobre    | Damso                           | QALF                                            | 30 667,                         | Squeezie             | Oxyz                                            | 17 000  |
| 41 | 9 octobre    | Vitaa & Slimane                 | VersuS : Chapitre II                            | 16 180                          | Patrick Fiori        | Un air de famille                               | 13 782  |
| 42 | 16 octobre   | Divers artistes                 | 13'Organisé                                     | 36 305                          | Kendji Girac         | Mi vida                                         | 33 996  |
| 43 | 23 octobre   | Francis Cabrel                  | À l'aube revenant                               | 49 712                          | Francis Cabrel       | À l'aube revenant                               | 48 200  |
| 44 | 30 octobre   | Johnny Hallyday                 | Son rêve américain                              | 49 263                          | Johnny Hallyday      | Son rêve américain                              | 49 100  |
| 45 | 6 novembre   | Vianney                         | N'attendons pas                                 | 14 500                          | Vianney              | N'attendons pas                                 | 12 300  |
| 46 | 13 novembre  | Ninho                           | M.I.L.S 3 (réédition)                           | 8 234,                          | Vianney              | N'attendons pas                                 | 5 200   |
| 47 | 20 novembre  | AC/DC                           | Power Up                                        | 36 509                          | AC/DC                | Power Up                                        | 35 000  |
| 48 | 27 novembre  | Zola                            | Survie                                          | 24 233,                         | BTS                  | Be                                              | 11 200  |
| 49 | 4 décembre   | AC/DC                           | Power Up                                        | 31 534,                         | AC/DC                | Power Up                                        | 31 500  |
| 50 | 11 décembre  | Calogero                        | Centre ville                                    | 42 151                          | Calogero             | Centre ville                                    | 40 900  |
| 51 | 18 décembre  | Indochine                       | Singles Collection (1981-2001)                  | 51 471                          | Indochine            | Singles Collection (1981-2001)                  | 50 300  |
| 52 | 25 décembre  | Indochine                       | Singles Collection (1981-2001)                  | ?                               | Indochine            | Singles Collection (1981-2001)                  | 41 600  |
| 53 | 31 décembre  | Jul                             | Loin du monde                                   | ?                               | Indochine            | Singles Collection (1981-2001)                  | 10 600  |

## Les meilleurs scores de l'année
Voici la liste des meilleurs scores de singles, et d'albums de l'année,,.

### Singles
| №  | Mégafusion (Téléchargement + Streaming)                        | Mégafusion (Téléchargement + Streaming) |
| №  | Artiste                                                        | Titre                                   |
| -- | -------------------------------------------------------------- | --------------------------------------- |
| 1  | SCH & Kofs & Jul & Naps & Soso Maness & Elams & Solda & Houari | Bande organisée                         |
| 2  | The Weeknd                                                     | Blinding Lights                         |
| 3  | Hatik                                                          | Angela                                  |
| 4  | Tones and I                                                    | Dance Monkey                            |
| 5  | Ninho                                                          | Lettre à une femme                      |
| 6  | Gradur featuring Heuss l'Enfoiré                               | Ne reviens pas                          |
| 7  | Bosh                                                           | Djomb                                   |
| 8  | Saint Jhn                                                      | Roses                                   |
| 9  | Maes featuring Booba                                           | Blanche                                 |
| 10 | Maes featuring Ninho                                           | Distant                                 |
| 11 | Dadju & Ninho                                                  | Grand bain                              |
| 12 | Maes featuring Jul                                             | Dybala                                  |
| 13 | Naps featuring Ninho                                           | 6.3                                     |
| 14 | Soolking featuring Dadju                                       | Meleğim                                 |
| 15 | Heuss l'Enfoiré & Jul                                          | Moulaga                                 |
| 16 | Master KG featuring Burna Boy & Nomcebo Zikode                 | Jerusalema (remix)                      |
| 17 | Karol G & Nicki Minaj                                          | Tusa                                    |
| 18 | Aya Nakamura                                                   | Jolie Nana                              |
| 19 | Nea                                                            | Some Say                                |
| 20 | 4Keus featuring Niska                                          | MD                                      |

### Albums
| N° | Artiste            | Titre                              |
| -- | ------------------ | ---------------------------------- |
| 1  | Vitaa & Slimane    | VersuS                             |
| 2  | Ninho              | M.I.L.S 3                          |
| 3  | Maes               | Les Derniers Salopards             |
| 4  | Angèle             | Brol                               |
| 5  | Francis Cabrel     | À l'aube revenant                  |
| 6  | Dadju              | Poison ou Antidote                 |
| 7  | Les Enfoirés       | Le Pari(s) des Enfoirés            |
| 8  | Grand Corps Malade | Mesdames                           |
| 9  | AC/DC              | Power Up                           |
| 10 | Nekfeu             | Les Étoiles vagabondes / Expansion |
| 11 | Jul                | La Machine                         |
| 12 | Julien Doré        | Aimée                              |
| 13 | Indochine          | Singles Collection (2001-2021)     |
| 14 | Vianney            | N'attendons pas                    |
| 15 | Johnny Hallyday    | Son rêve américain                 |
| 16 | Soprano            | Phœnix                             |
| 17 | Ninho              | Destin                             |
| 18 | Hatik              | Chaise pliante                     |
| 19 | PNL                | Deux frères                        |
| 20 | Kendji Girac       | Mi vida                            |

 Certains albums ont également été commercialisés en 2018 ou 2019.

## Chronologie
- Liste des titres musicaux numéro un en France en 2019